# Прасонисион (Родос)
Прасони́сион (греч. Πρασονήσιον), также Прасони́си (Πρασονήσι от πράσινο νησί — зелёный остров), также  Фарос (Φάρος — маяк) — полуостров в Греции. Наивысшая точка 83 м над уровнем моря. Его оконечностью является мыс Прасо в проливе Карпатос, омываемый Критским и Ливийским морями, юго-западная оконечность Родоса. Представляет собой остров, летом при низком уровне воды соединённый песчаным перешейком с Родосом. Находится в 91 километре к юго-западу от города Родоса, в 12 километрах к югу от деревни Катавия (Κατταβία) и в 40 километрах к юго-западу от Линдоса.

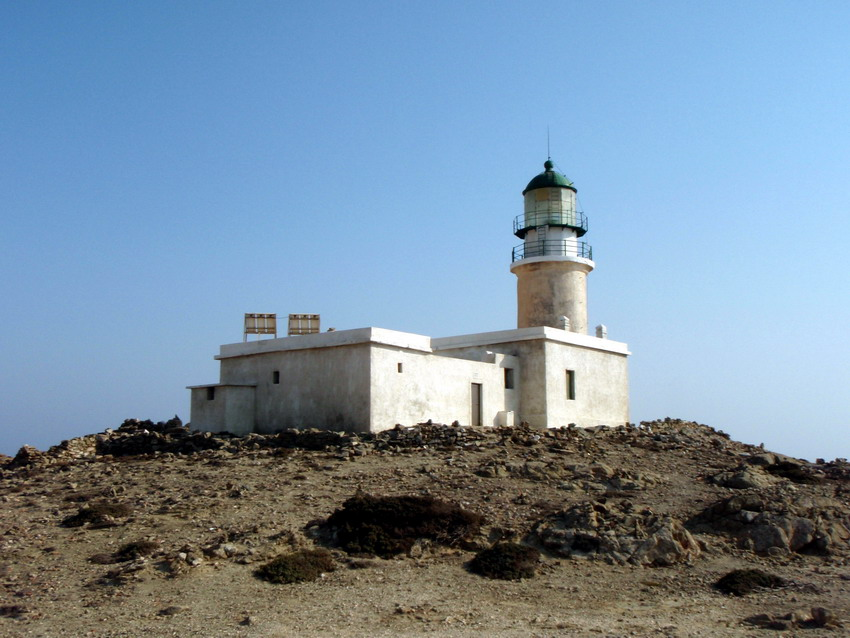
Маяк на Прасонисионе

В юго-западной части полуострова находится маяк, построенный в 1890 году и реконструированный в 1996 году.
На Прасониси находится пляж. Прасониси популярен среди любителей кайтсёрфинга и виндсёрфинга.
Полуостров входит в сеть охранных участков на территории ЕС «Натура 2000». Растительность представлена маквисом. Это место имеет большое значение, главным образом, для перелётных хищных птиц (луни, могильник и другие), водоплавающих птиц и птиц семейства воробьиные. Оно также важно для морских птиц (хохлатый баклан, чайка Одуэна) и здесь размножающихся хищных птиц (курганник, сапсан).

## История

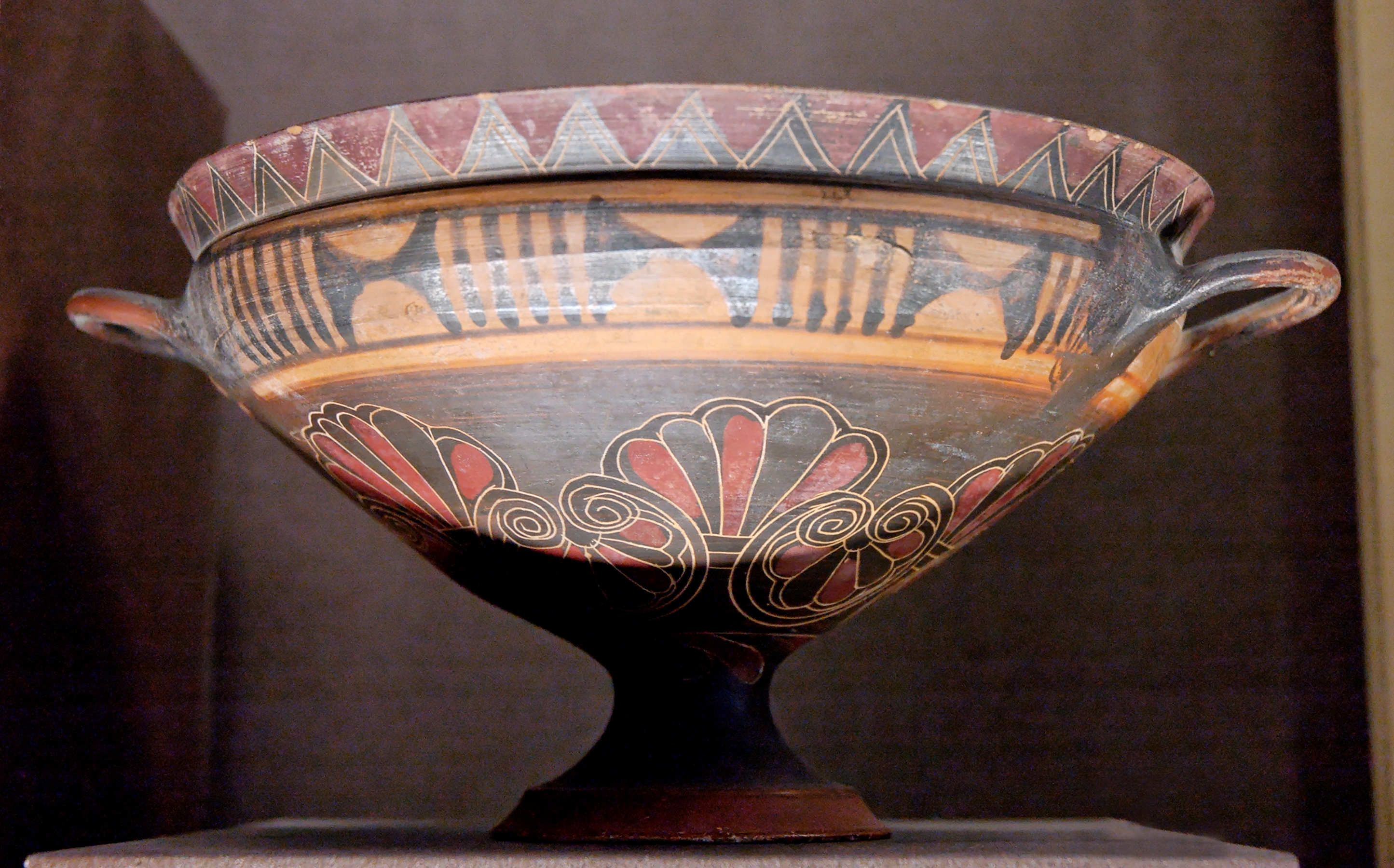
Чаша из Врульи, найденная в Камире. Геометрический период, 600–575 годы до н. э.

В 2 километрах к северо-востоку от Прасонисиона находится Врулья (Βρουλιά), поселение, существовавшее в геометрический период, 650—550 годы до н. э.
В 1306 году госпитальеры высадились на острове и в 1309 году заняли город Родос. На Прасониси была одна из 16 башен госпитальеров на Родосе.